# Mariya Takeuchi
Mariya Takeuchi (竹内 まりや, Takeuchi Mariya, Taisha, 20 de março de 1955) é uma cantora japonesa e compositora de Taisha, Shimane, agora cidade de Izumo. Em uma carreira de música j-pop ao longo de décadas, ela vendeu mais de 16 milhões de discos no Japão. Seu trabalho inicial no final das décadas de 1970 a 1980 está amplamente associado ao gênero city pop japonês, junto a seu marido e colaborador Tatsuro Yamashita.

## Primeiros anos

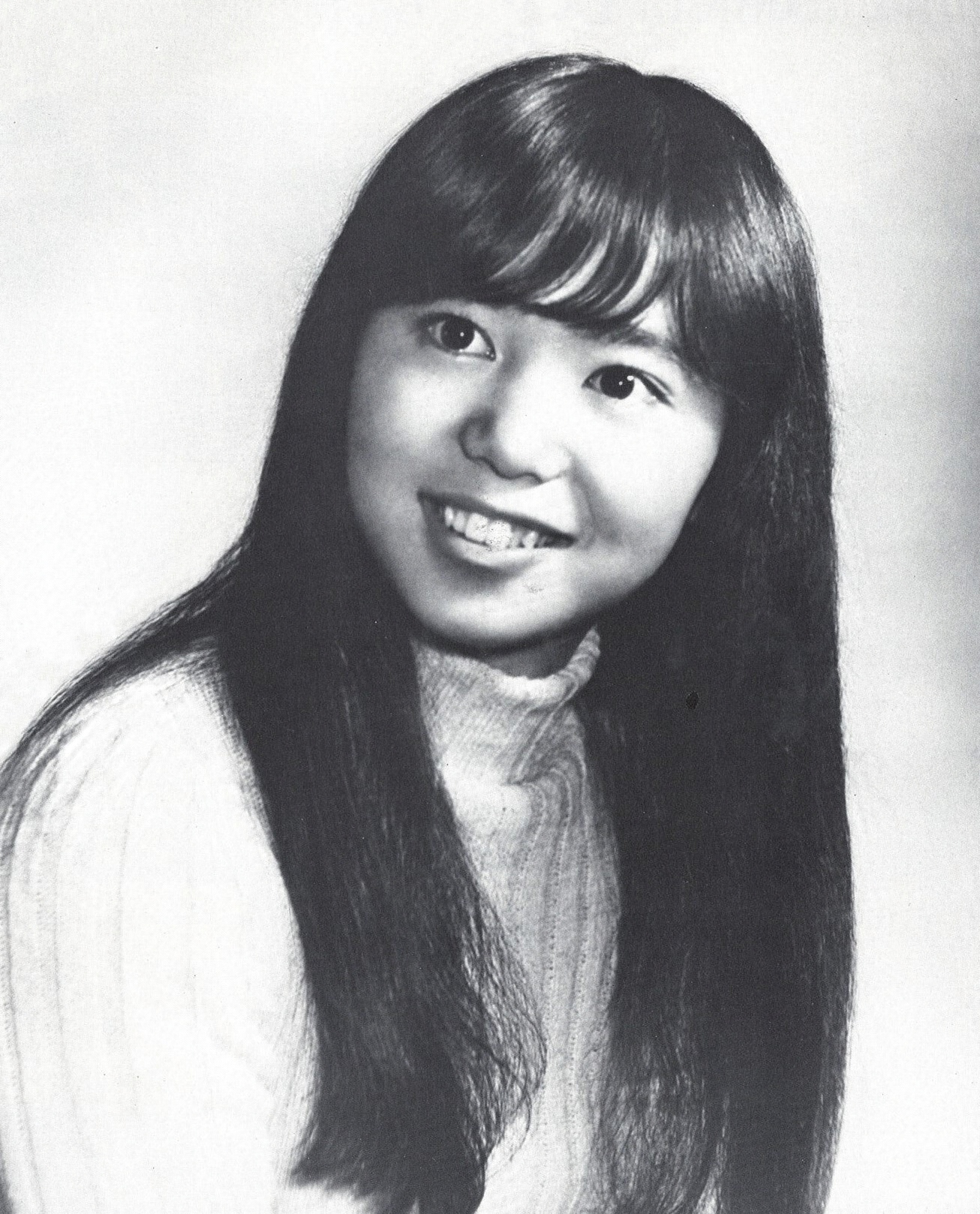
Foto do anuário de Takeuchi, 1973

Takeuchi nasceu na cidade de Taisha, no distrito de Hikawa, na província de Shimane. Ela cresceu no ryokan da família com o nome de Takenoya, que seu trisavô Shigezo Takeuchi fundou em 1877. Sua família sempre tocou discos de todo o mundo. Ela já havia aprendido a tocar piano e violão na terceira série, mas os Beatles deixaram uma impressão que a inspirou a viajar.
Em 1972, pelo terceiro ano do ensino médio, estudou em Rock Falls, Illinois, Estados Unidos, como estudante de intercâmbio internacional através dos Programas Interculturais da AFS. O apelido dela era Mako, pois um dos anuários do AFS tem uma legenda que diz Mariya "Mako" Takeuchi. Ela entrou na Universidade Keio em 1974, especializando-se em literatura inglesa e até ganhou um concurso nacional de recitação em inglês pelo The Japan Times na primavera daquele ano.

## Carreira
Takeuchi ingressou no clube de música da universidade e lá foi convidada a participar das gravações de Masamichi Sugi e, em março de 1978, as chamadas gravações "Loft Sessions". Em agosto daquele ano, ela se inscreveu na gravadora RCA e, em novembro, seu single de estreia "Modotte-Oide, Watashi no Jikan" (por favor, volte, meu tempo) e o álbum Beginning foram lançados. Ela ganhou o Japan Record Awards de 1979, o Tokyo Music Festival, o Japan Music Awards, o Shinjuku Music Festival e o Ginza Music Festival como melhores artistas em ascendência. O single "September" (Setembro), de 1979, e o single "Fushigi na Piichi Pai" (Torta Misteriosa de Pêssego), de 1980, foram ambos hits. Takeuchi apresentou pelo menos uma música no programa Minna no Uta, da NHK.
Do final da década de 1970 ao início da década de 1980, ela gravou cinco álbuns e vários singles. Essas gravações incluíram dezenas de compositores, instrumentistas e produtores japoneses e norte-americanos proeminentes, incluindo David Foster, Jim Keltner, Jay Graydon, Steve Lukather, Jeff Porcaro, David Hungate, Kazuhiko Kato, Kunihiko Kase, Shigeru Suzuki, Takashi Matsumoto e um colega artista da RCA e seu futuro parceiro e marido, Tatsuro Yamashita. Uma de suas músicas do álbum, Miss M, de 1980, "Heart to Heart" (co-escrita por Roger Nichols), recebeu uma tradução para o inglês e um novo título, "Now". Foi gravado pela Carpenters, lançado em 1983, e foi a última gravação da falecida Karen Carpenter.
No final de 1981, após o lançamento de seu quinto álbum, Portrait, ela anunciou que iria fazer uma pausa por um tempo e parou de fazer shows e lançamentos. Durante a pausa, ela continuou compondo para vários artistas diferentes, como Seiko Matsuda e Akina Nakamori, entre vários outros.
Ao retornar para a indústria da música japonesa em 1984, ela continuou alcançando enorme sucesso comercial. Desde seu retorno, ela gravou sete álbuns de estúdio de sucesso, com todos alcançando o primeiro lugar na parada japonesa da Oricon. Como cantora e compositora, ela produziu oito singles entre os dez principais hits da Oricon, incluindo "Single Again", "Kokuhaku", "Junai Rhapsody", "Konya wa Hearty Party" e "Camouflage", seu único hit número 1.
Além de seu trabalho como intérprete, ela também escreveu canções e letras para outros cantores, incluindo Yukiko Okada, Hiroko Yakushimaru, Hiromi Iwasaki, Masahiko Kondo, Masayuki Suzuki e Tackey & Tsubasa. Várias dessas músicas ficaram entre as dez melhores no Oricon, como "Kenka o Yamete" e "Invitation", cantadas por Naoko Kawai, "Iro (White Blend)", cantada por Miho Nakayama e "Maji de Koi Suru 5 Byoumae", de Ryōko. Hirosue. Takeuchi muitas vezes regravou essas músicas para seu próprio álbum. "Eki", uma música originalmente escrita para o álbum por Akina Nakamori, ficou conhecida pela versão gravada da compositora. "Genki o Dashite", uma música gravada pela primeira vez por Hiroko Yakushimaru, é reconhecida como uma das composições notáveis de Takeuchi, apesar de não ter sido lançada como single. A música foi posteriormente cantada por Hitomi Shimatani em 2003, tornando-se um hit moderado.
Até setembro de 2014, Takeuchi havia lançado 12 álbuns de estúdio, 42 singles, várias compilações e um álbum ao vivo que foi gravado em 2000. Suas vendas totais foram estimadas em mais de 16 milhões de unidades até 2009. Sua compilação de 1994, Impressions, vendeu mais de 3   milhões de cópias somente no Japão, e se tornou seu álbum mais vendido. Além de ser música, ela também administra o ryokan Takenoya "até que a próxima geração possa assumir o controle".
Fora do Japão, ela é mais conhecida pela música city pop "Plastic Love" de seu álbum número um, Variety (1984). Nem sequer lhe ocorreu de tentar lançar sua música no Ocidente. Ela declarou em uma entrevista de 2018: "Considerando que a maior parte foi realizada em japonês, achamos que seria impossível ir para o exterior". A música se tornou viral depois de ter sido carregada no YouTube no final de 2010. Popularizada no exterior através de vaporwave e future funk, a música recebeu mais de 26 milhões de visualizações no YouTube em setembro de 2019. Ela recebeu elogios da crítica, com Noisey a chamando de "a melhor música pop do mundo" e Gorillaz a chamando de "uma maravilha da mulher maravilha do funk japonês". "City Love", da cantora de k-pop Yubin, é baseada na música. "Plastic Love" também inspirou numerosos fanarts e vídeos. Em 17 de maio de 2019, a Warner Music Japan lançou no YouTube um pequeno videoclipe para a música, 35 anos após seu lançamento inicial.

## Vida pessoal
Ela se casou com o músico Tatsuro Yamashita em abril de 1982. Eles têm uma filha.

## Discografia

### Álbuns
| Ano  | Título                                                                           | Gravadora                         | Parada musical (JP) | Certificações (limites de vendas) |
| ---- | -------------------------------------------------------------------------------- | --------------------------------- | ------------------- | --------------------------------- |
| 1978 | Beginning - Lançamento: 25 de novembro de 1978                                   | RCA                               | 17                  | 113,000                           |
| 1979 | University Street - Lançamento: 21 de maio de 1979                               | RCA                               | 7                   | 236,000                           |
| 1980 | Love Songs - Lançamento: 5 de março de 1980                                      | RCA                               | 1                   | 358,000                           |
| 1980 | Miss M - Lançamento: 5 de dezembro de 1980                                       | RCA                               | 14                  | 73,000                            |
| 1981 | Portrait - Lançamento: 21 de outubro de 1981                                     | RCA                               | 14                  | 103,000                           |
| 1982 | Viva Mariya!! (compilação) - Lançamento: 5 de junho de 1982                      | RCA                               | 32                  | 32,000                            |
| 1984 | Variety - Lançamento: 25 de abril de 1984                                        | Moon Records (Warner Music Japan) | 1                   | 483,000                           |
| 1987 | Request - Lançamento: 12 de agosto de 1987                                       | Moon Records (Warner Music Japan) | 1                   | 1,072,000                         |
| 1989 | Quiet Life - Lançamento: 22 de outubro de 1992                                   | Moon Records (Warner Music Japan) | 1                   | 1,155,000                         |
| 1990 | Morning Glory (compilação) - Lançamento: 21 de setembro de 1990                  | Moon Records (Warner Music Japan) | 48                  | 21,000                            |
| 1994 | Impressions (compilação) - Lançamento: 25 de julho de 1994                       | Moon Records (Warner Music Japan) | 1                   | 3,052,000                         |
| 2000 | Souvenir: Mariya Takeuchi Live (álbum ao vivo) - Gravado: 22 de novembro de 2000 | Moon Records (Warner Music Japan) | 3                   | 335,000                           |
| 2001 | Bon Appetit! - Gravado: 22 de agosto de 2001                                     | Moon Records (Warner Music Japan) | 1                   | 1,224,000                         |
| 2004 | Longtime Favorites (álbum cover) - Lançamento: 29 de outubro de 2003             | Moon Records (Warner Music Japan) | 1                   | 348,000                           |
| 2007 | Denim - Lançamento: 23 de maio de 2007                                           | Moon Records (Warner Music Japan) | 1                   | 466,000                           |
| 2008 | Expressions (compilação) - Lançamento: 1 de outubro de 2008                      | Moon Records (Warner Music Japan) | 1                   | 895,000                           |
| 2013 | Mariya's Songbook (compilação) - Lançamento: 4 de dezembro de 2013               | Moon Records (Warner Music Japan) | 3                   |                                   |
| 2014 | Trad - Lançamento: 19 de novembro de 2014                                        | Moon Records (Warner Music Japan) | 1                   | 262,000                           |
| 2019 | Turntable (compilação) - Lançamento: 4 de setembro de 2019                       | Moon Records (Warner Music Japan) | 1                   | 128,456                           |

### Singles
| Ano  | Título                                                                                  | Parada musical (JP) |
| ---- | --------------------------------------------------------------------------------------- | ------------------- |
| 1978 | "Modotte Oide, Watashi no Jikan (戻っておいで･私の時間)"                                | 84                  |
| 1979 | "Dream of You: Lemon Lime no Aoi Kaze (ドリーム・オブ・ユー～レモンライムの青い風～)"   | 30                  |
| 1979 | "September"                                                                             | 39                  |
| 1980 | "Fushigi na Peach Pie (不思議なピーチパイ)"                                             | 3                   |
| 1980 | "Futari no Vacance (二人のバカンス)"                                                    | 42                  |
| 1981 | "Ichigo no Yūwaku (イチゴの誘惑)"                                                       | 80                  |
| 1981 | "Special Delivery: Tokubetsu Kokubin (特別航空便)" / "Crying All Night Long"            | não classificada    |
| 1981 | "Natalie"                                                                               | 70                  |
| 1984 | "Mou Ichido (もう一度)"/"Honki de Only You (本気でオンリーユー) (Let's Get Married)"    | 20                  |
| 1984 | "Mersey Beat de Utawasete (マージービートで唄わせて)"                                   | 78                  |
| 1985 | "Plastic Love"                                                                          | 86                  |
| 1986 | "Koi no Arashi (恋の嵐)"                                                                | 20                  |
| 1986 | "Toki no Tabibito (時空の旅人)"                                                         | 46                  |
| 1987 | "Yume no Tsuzuki (夢の続き)"                                                            | 43                  |
| 1987 | "Eki (駅)"/"After Years"                                                                | 55                  |
| 1988 | "Genki o Dashite (元気を出して)"                                                        | 70                  |
| 1989 | "Single Again"                                                                          | 2                   |
| 1990 | "Kokuhaku (告白)"                                                                       | 3                   |
| 1991 | "Eki (駅)" (regravação)                                                                 | 18                  |
| 1992 | "Manhattan Kiss"                                                                        | 11                  |
| 1992 | "Uchi ni Kaerō (家に帰ろう) (My Sweet Home)"                                            | 18                  |
| 1992 | "Shiawase no Sagashikata (幸せの探し方)"                                                | 42                  |
| 1994 | "Ashita no Watashi (明日の私)"                                                          | 19                  |
| 1994 | "Junai Rhapsody (純愛ラプソディ)"                                                       | 5                   |
| 1994 | "Honki de Only You (本気でオンリーユー) (Let's Get Married)" (regravação)               | 48                  |
| 1995 | "Kon'ya wa Hearty Party (今夜はHearty Party)"                                           | 3                   |
| 1996 | "Lonely Woman"                                                                          | 13                  |
| 1998 | "Camouflage" / "Winter Lovers"                                                          | 1                   |
| 1999 | "Mou Ichido (もう一度)" (regravação)                                                    | 35                  |
| 1999 | "Tenshi no Tameiki (天使のため息)"                                                      | 6                   |
| 2001 | "Mayonaka no Nightingale (真夜中のナイチンゲール)"                                      | 7                   |
| 2001 | "Mainichi ga Special (毎日がスペシャル)"                                                | 40                  |
| 2001 | "Nostalgia"                                                                             | 30                  |
| 2006 | "Henshin (返信)" / "Synchronicity"                                                      | 8                   |
| 2006 | "Slow Love"                                                                             | 30                  |
| 2006 | "Ashita no Nai Koi (明日のない恋)"                                                      | 19                  |
| 2007 | "Chance no Maegami (チャンスの前髪)" (dueto com Yuko Hara)                              | 23                  |
| 2012 | "Inochi no Uta (いのちの歌)"                                                            | 10                  |
| 2013 | "Tasogare Diary (たそがれダイアリー)"                                                   | 15                  |
| 2018 | "Chiisana Negai/Ima wo Ikiyou (Seize the Day)" (小さな願い/今を生きよう(Seize the Day)) | 6                   |
| 2019 | "Tabi no Tsuzuki" (旅のつづき)                                                          | 3                   |
| 2020 | "Inochi no Uta" (Special Edition) (いのちの歌(スペシャル・エディション))                | 1                   |